# Eonema pyriforme
Eonema pyriforme — вид грибів, що належить до монотипового роду Eonema.

## Систематика
Вид спочатку був віднесений до роду Xenasma та вперше описаний 1960 року як Xenasma pyriforme. У 2002 році був виокремлений до монотипового роду Eonema і описаний під сучасною назвою.

## Поширення та середовище існування
Знайдений на мертвих стеблах Pteridium aquilinum в Данії.